# روبرت يونغ (لاعب كرة قدم)
روبرت يونغ (بالألمانية: Robert Jung)‏ هو لاعب كرة قدم ألماني في مركز الدفاع، ولد في 19 ديسمبر 1944 في كايسرسلاوترن في ألمانيا. لعب مع نادي بيرمازنز ونادي كايزرسلاوترن.

## وصلات خارجية
- روبرت جونغ على موقع قاعدة بيانات كرة القدم.إي يو (الإنجليزية)
- روبرت جونغ على موقع بيانات كرة القدم. دي إي (الألمانية)